# عدد مورتن
عدد مورتن(به انگلیسی: Morton number) یک عدد بدون بعد می باشد که در دینامیک سیالات همراه با عدد باند برای توصیف شکل یک حباب یا قطره در حال حرکت در یک سیال مورد استفاده قرار می گیرد.این کمیت با نماد {\displaystyle Mo} نشان داده می‌شود و به صورت زیر تعریف می شود:
{\displaystyle {\mathit {Mo}}={\frac {g\mu _{c}^{4}\,\Delta \rho }{\rho _{c}^{2}\sigma ^{3}}},}
که در این رابطه g شتاب ثقل، {\displaystyle \mu _{c}} ویسکوزیته سیال اطراف،{\displaystyle \rho _{c}} چگالی سیال اطراف،{\displaystyle \Delta \rho } اختلاف چگالی در فاز و {\displaystyle \sigma } ثابت کشش سطحی می باشد.
برای یک حباب با چگالی داخلی نا چیز داریم:
{\displaystyle {\mathit {Mo}}={\frac {g\mu _{c}^{4}}{\rho _{c}\sigma ^{3}}}.}
عدد مورتن از رابطه بین عدد وبر، فرود و رینولدز نیز حاصل می شود:
{\displaystyle {\mathit {Mo}}={\frac {{\mathit {We}}^{3}}{{\mathit {Fr}}{\mathit {Re}}^{4}}}.}
عدد فرود در رابطه بالا به صورت زیر تعریف می شود:
{\displaystyle {\mathit {Fr}}={\frac {V^{2}}{gd}}}
که در آن V سرعت برداری و d قطر معادل حباب ها یا قطره است.